# Svartkronad strandpipare
Svartkronad strandpipare (Anarhynchus collaris) är en amerikansk fågel i familjen pipare inom ordningen vadarfåglar. Den förekommer från Mexiko till norra Argentina och mellersta Chile. Arten minskar i antal men beståndet anses ändå vara livskraftigt.

## Utseende och läte
Svartkronad strandpipare är en 18 centimeter lång vadare med brun ovansida och vit undersida i alla dräkter. Adulta fåglar har ett svart bröstband. Hos hanen är pannan vit, kantad ovan av ett svart band och under ett svart streck från ögat till näbben. Mittersta och bakre delen av hjässan är kastanjefärgad och benen är gula. I flykten syns mörka vingpennor med ett vitt vingband samt vita sidor på stjärtfjädrarna.
Honan är vanligtvis mycket lik hanen, men vissa individer är brunare där hanen är svart. Ungfågeln saknar svart på huvudet och har bruna fläckar på sidan av bröstet istället för bröstband. Lätet i flykten är ett vasst och metalliskt pip.
Delar av året delar den utbredningsområde med både snöstrandpipare (Charadrius nivosus) och flikstrandpipare (Charadrius semipalmatus). Den förra är jämnstor men blekare ovan samt har mörkare ben och saknar fullständigt bröstband. Den senare är större och mer tjocknäbbad och har ett blekt halsband.

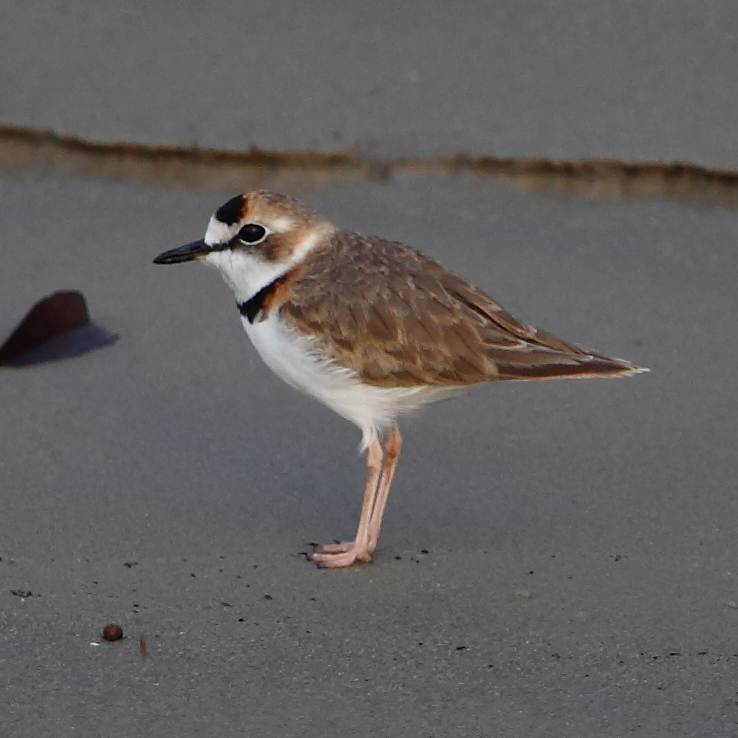

## Utbredning och systematik
Svartkronad strandpipare förekommer i Latinamerika från Mexiko till norra Argentina och mellersta Chile. Den behandlas som monotypisk, det vill säga att den inte delas in i några underarter.

### Släktestillgörighet
Svartkronad strandpipare placeras traditionellt, liksom de flesta pipare, i det stora släktet Charadrius. Flera genetiska studier har dock visat att arterna i släktet inte är varandras närmaste släktingar. Istället är en stor grupp strandpipare, däribland svartkronad strandpipare, närmare släkt med vipor i Vanellus och andra udda pipare som australiska inlandspiparen (Peltohyas australis) och arten snednäbb i Nya Zeeland (Anarhynchus frontalis) än med typarten för släktet större strandpipare.  Tongivande Clements m.fl. implementerade 2023 dessa resultat i sin systematik, vilket medfört att denna grupp lyfts ur Charadrius och istället förenats med snednäbben i släktet Anarhynchus. Fågeln är sannolikt närmast släkt med likaledes amerikanska arten tjocknäbbad strandpipare, på lite längre håll sydamerikanska artparet punastrandpipare och patagonienpipare.

## Levnadssätt
Svartkronad strandpipare hittas utmed sandig kust, i flodmynningar, flodbanker inåt landet samt på öppen, sandig savann. Den verkar vara huvudsakligen stannfågel, även om det finns vissa belägg för att den företar sig säsongsmässiga rörelser. Fågeln lever av insekter och andra ryggradslösa djur som den jagar efter på typiskt piparmaner genom att snabbt springa framåt och sedan stanna. Jämfört med andra vadare är den inte särskilt social och formar sällan flockar. Den är vidare ofta väldigt skygg.

### Häckning
Fågelns häckningstid varierar geografiskt, från november till december i västra Mexiko, mars-juni i Costa Rica, januari i Venezuela och mars i Ecuadors lågländer. Under spelet fluffar hanen upp bröstet och jagar honan. Den häckar på marken i en uppskrapad grop långt ovan vattenlinken på kuster, flodbanker eller öar, eller inåt landet, ofta nära låg och skyddande växtlighet som grästuvor. Fågeln lägger två blekbeiga brunfläckade ägg. Liksom många markhäckande arter lurar föräldrarna potentiella predatorer bort från boet genom att spela skadade.

## Status
Fågelns världspopulation uppskattas till mellan 50 000 och 100 000 individer. Den tros minska något i antal. Enligt internationella naturvårdsunionen IUCN anser den inte vara hotad och kategoriseras som livskraftig.

## Namn
Fågeln har på svenska även kallats halsbandsstrandpipare.